# Ortigueira (Galiza)

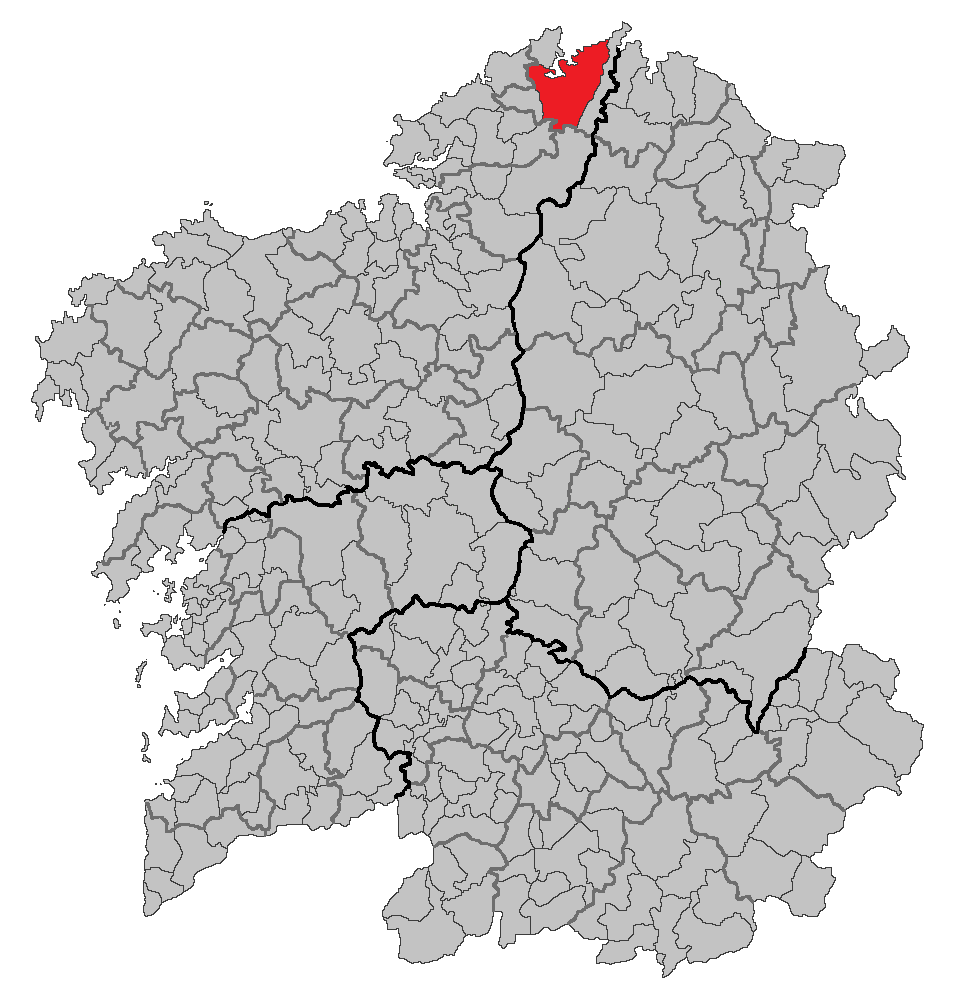
Localização de Ortigueira (Espanha)

Ortigueira é um município da Espanha na província 
da Corunha, 
comunidade autónoma da Galiza, de área 214,9 km² com 
população de 5418 habitantes (2024) e densidade populacional de 25,86 hab/km².

É uma localidade que combina paisagens montanhosas – com a Serra da Capelada, a da Faladoira e a Coriscada – com outras de grande interesse geológico e praias com rochas de origem vulcânica. A não perder as praias de Espasante e do Picom nem o seu festival de música celta.

## Geografia
O concelho de Ortigueira tem 214,9 km², com uma densidade de quase 40 hab./km². Tem 22 freguesias. Ortigueira situa-se entre a serra da Capelada ao oeste e a serra da Coriscada e a serra da Faladoira ao leste. O relevo, consistente en materiais de lousa, vai baixando cara à ria de Ortigueira. Estes alinhamentos agem como divisória de augas entre os afluentes do rio Sor e os que vertem directamente na ria de Ortigueira (Mera, Baleo, Maior etc.), que som curtos e têm uma pendente forte.
A via principal de comunicação é a estrada C-642, que provem de Ferrol e atravessa o concelho polo norte, a partir da qual se organizam o resto das estradas. Tambén passa o caminho de ferro de via estreita (FEVE) de Ferrol a Gijón.
A temperatura média é de 12,9 °C, com mínima en fevereiro e máxima en agosto; a amplitude térmica é escasa, não chegando aos 9 °C. A chuva é de arredor de 1.000 mm. O relevo produce um efeito de barreira à entrada dos ventos dominantes, o que aumenta a pluviosidade, enquanto que na parte central do concelho apenas se superan os 850 mm, bem que o número de dias despejados seja reducido.

## Demografia
| Variação demográfica do município entre 1991 e 2024 | Variação demográfica do município entre 1991 e 2024 | Variação demográfica do município entre 1991 e 2024 | Variação demográfica do município entre 1991 e 2024 |
| --------------------------------------------------- | --------------------------------------------------- | --------------------------------------------------- | --------------------------------------------------- |
| 1991                                                | 2001                                                | 2011                                                | 2024                                                |
| 9925                                                | 8397                                                | 6956                                                | 5418                                                |